# Лоренс (Індіана)
Лоренс (англ. Lawrence) — місто (англ. city) в США, в окрузі Меріон штату Індіана. Населення — 49 370 осіб (2020).

## Географія
Лоренс розташований за координатами 39°51′57″ пн. ш. 85°59′23″ зх. д. / 39.86583° пн. ш. 85.98972° зх. д. (39.865956, -85.989646).  За даними Бюро перепису населення США в 2010 році місто мало площу 52,42 км², з яких 52,14 км² — суходіл та 0,28 км² — водойми.

## Демографія
Згідно з переписом 2010 року, у місті мешкала 46 001 особа в 17 864 домогосподарствах у складі 11 949 родин. Густота населення становила 877 осіб/км².  Було 19515 помешкань (372/км²).
Расовий склад населення:
| - 63,2 % — білих - 25,8 % — чорних або афроамериканців - 1,4 % — азіатів - 0,4 % — корінних американців - 0,1 % — вихідців з тихоокеанських островів - 5,7 % — осіб інших рас |

До двох чи більше рас належало 3,5 %. Частка іспаномовних становила 11,2 % від усіх жителів.
За віковим діапазоном населення розподілялося таким чином: 28,2 % — особи молодші 18 років, 62,2 % — особи у віці 18—64 років, 9,6 % — особи у віці 65 років та старші. Медіана віку мешканця становила 34,2 року. На 100 осіб жіночої статі у місті припадало 90,5 чоловіків;  на 100 жінок у віці від 18 років та старших — 86,3 чоловіків також старших 18 років.
Середній дохід на одне домашнє господарство  становив 60 930 доларів США (медіана — 48 731), а середній дохід на одну сім'ю — 69 023 долари (медіана — 57 471). Медіана доходів становила 44 195 доларів для чоловіків та 40 490 доларів для жінок. За межею бідності перебувало 18,8 % осіб, у тому числі 29,9 % дітей у віці до 18 років та 10,7 % осіб у віці 65 років та старших.
Цивільне працевлаштоване населення становило 23 099 осіб. Основні галузі зайнятості: освіта, охорона здоров'я та соціальна допомога — 21,9 %, науковці, спеціалісти, менеджери — 11,5 %, роздрібна торгівля — 10,7 %, мистецтво, розваги та відпочинок — 10,0 %.